# 尼爾坎特峰
尼爾坎特峰是印度的山峰，由北阿坎德邦負責管轄，屬於喜馬拉雅山脈的一部分，海拔高度6,596米，攀山隊在1974年6月3日首次登上該山峰。